# テレンス・ブランチャード
テレンス・ブランチャード（Terence Blanchard、1962年3月13日 - ）はアメリカ合衆国のジャズ・トランペット奏者、バンドリーダー、作曲家。奏者としての活動に加えて、映画音楽の作曲も多く、特にスパイク・リーの監督作品のサウンドトラックを多数制作してきた。

## 来歴

### 誕生〜1990年代
ルイジアナ州ニューオーリンズで生まれ育ち、同郷のウィントン・マルサリスとは幼なじみだった。ラトガース大学で学ぶかたわら、ライオネル・ハンプトンのツアー・バンドに参加し、1982年にはマルサリスの推薦で、アート・ブレイキー率いるジャズ・メッセンジャーズに加入。1983年には、ジャズ・メッセンジャーズで活動を共にしていたサックス奏者のドナルド・ハリソンと連名のリーダー・アルバム『New York Second Line』を制作し、ブランチャードは1986年にジャズ・メッセンジャーズを脱退してからも、ハリソンとのコンビで活動を続ける。
その後スパイク・リーと出会い、映画『モ'・ベター・ブルース』（1990年公開）のサウンドトラックの作曲を依頼されるが、「自分にはまだ映画音楽のスコアを作るなんて無理だ」と考えて辞退した。ただし、クレジットには記載されていないが、実際にはブランチャードも「シング・ソウェト」という自作曲を提供しており、この曲は後にブランチャードのリーダー・アルバムでも再録音されている。ブランチャードは『モ'・ベター・ブルース』において、主演俳優デンゼル・ワシントンの演奏シーンの吹き替えを行うだけでなく、ワシントンにトランペット演奏の運指練習なども指導した。
そして、1991年に公開されたリーの監督映画『ジャングル・フィーバー』ではスティーヴィー・ワンダーと共に音楽監督を務め、以後ブランチャードは、自分でも数を忘れてしまうほど多数の映画のサウンドトラックを作曲していく。また、ドナルド・ハリソンと別れて単独名義のリーダー・アルバム『シング・ソウェト』（1991年／原題：Terence Blanchard）をリリースし、『ビルボード』のジャズ・アルバム・チャートで5位を記録した。
1992年、ブランチャードは再びリーの監督映画『マルコムX』の音楽監督を務め、劇中でもトランペット奏者の役を演じて、映画初出演を果たす。11月にはブランフォード・マルサリスやジェローム・リチャードソンらと共に録音したサウンドトラック・アルバムも発売された。また、同年12月には『マルコムX』で使用された楽曲を自分のクインテットで再録音し、1993年にアルバム『マルコムXに捧ぐ』としてリリースしている。なお、ブランチャードは映画音楽の分野で有名になってからも、ジャズ・ミュージシャンの本分はクラブやコンサートでの演奏だという姿勢を崩さず、後年のインタビューでも「ライヴ・パフォーマンスこそが、常に自分の居場所であり続けてきた」と語っている。
1996年のアルバム『ハート・スピーク〜プレイズ・イヴァン・リンス〜』は、ブラジルのミュージシャン、イヴァン・リンスの作品集となり、大部分の曲でリンス本人がゲスト・ボーカリストとして参加した。

### 2000年代
2000年、南カリフォルニア大学の学内機関「セロニアス・モンク・インスティテュート・オブ・ジャズ」のアーティスティック・ディレクターに就任した。
2002年に公開されたスパイク・リー監督映画『25時』のサウンドトラックは高く評価され、第1回セントラル・オハイオ映画批評家協会賞で作曲賞の受賞を果たした。また、第60回ゴールデングローブ賞の作曲賞にノミネートされた。
2003年にブルーノート・レコード移籍第1弾として発売されたアルバム『バウンス』には、ロバート・グラスパー等の若手ジャズ・ミュージシャンが参加した。続く『フロー』（2005年）には、ハービー・ハンコックがプロデュースとピアノ演奏で参加した。
2007年にはハリケーン・カトリーナのもたらした悲劇を題材としたアルバム『A Tale of God's Will (A Requiem for Katrina)』を発表し、第50回グラミー賞では最優秀ラージ・ジャズ・アンサンブル・アルバム賞を受賞して、個人名義では初のグラミー受賞を果たした。また、2007年のモンタレー・ジャズ・フェスティバルでニーナ・フリーロンと共演した時のライヴ録音は、2008年にアルバム『Monterey Jazz Festival: 50th Anniversary All-Stars』としてリリースされ、同アルバムに収録された「ビ・バップ」（ディジー・ガレスピーのカヴァー）によってグラミー賞最優秀ジャズ・インストゥルメンタル・ソロ賞を受賞した。2008年7月にはジェフ・テイン・ワッツのアルバム『Watts』（発売は2009年）の録音に参加し、同作に収録された「Dancin' 4 Chicken」におけるトランペット・ソロが高く評価されて、第52回グラミー賞で最優秀インプロヴァイズド・ジャズ・ソロ章を受賞した。
2009年、一度ブルーノートを離れ、デビュー当時の所属レーベルだったコンコードに復帰してアルバム『チョイセズ』を発表。

### 2010年代
『チョイセズ』以後4年にわたりリーダー・アルバムのリリースは途絶えるが、2011年にはスティーヴン・アドリー・ギアギス脚本の舞台劇『The Motherfucker with the Hat』の劇伴音楽を書き下ろした。また、2012年公開の映画『レッド・テイルズ』のサウンドトラックも作曲しており、Thom Jurekはオールミュージックにおいて「熱心なブランチャードのファンでさえ、オープニング・タイトルのテーマを聴けば衝撃をもって迎えるしかない。燃えるようなヘヴィメタルのギター、波打つシンセサイザーやシーケンサー、殆ど爆弾のような金管楽器、それにエレクトロニック・パーカッションが爆発して突き進んでいく。その後も多くの楽節で、こうした意匠が引き続き発展していくのだ」と評している。
2013年、再びブルーノートに戻ってアルバム『マグネティック』を発表し、同アルバムは『ビルボード』のジャズ・アルバム・チャートで9位を記録したのみならず、自身初のトップ・ヒートシーカーズ入りも果たして、最高35位を記録した。同年6月には、ブランチャード作のオペラ作品「チャンピオン」がセントルイス・オペラ劇場で初演された。また、2013年12月8日のケネディ・センター名誉賞授賞式では、ハービー・ハンコックの受賞を祝して、ウェイン・ショーター、チック・コリア、デイヴ・ホランド、ジャック・ディジョネット（4人とも1960年代末期のマイルス・デイヴィス・クインテットのメンバーであった）とブランチャードのクインテットが演奏を披露した。
2015年の『Breathless』は、E-コレクティヴと名付けられた新バンドと共に録音された作品で、ブランチャードとはハイ・スクール時代から知り合いだったドナルド・ラムゼイ（ベース）、ライオネル・リッチーのライヴやリー・リトナーのレコーディング等を支えてきたオスカー・シートン（ドラムス）らが名を連ねた。また、マルーン5のメンバーのPJ・モートンや、社会活動家のコーネル・ウェストもゲスト参加している。

## 家族

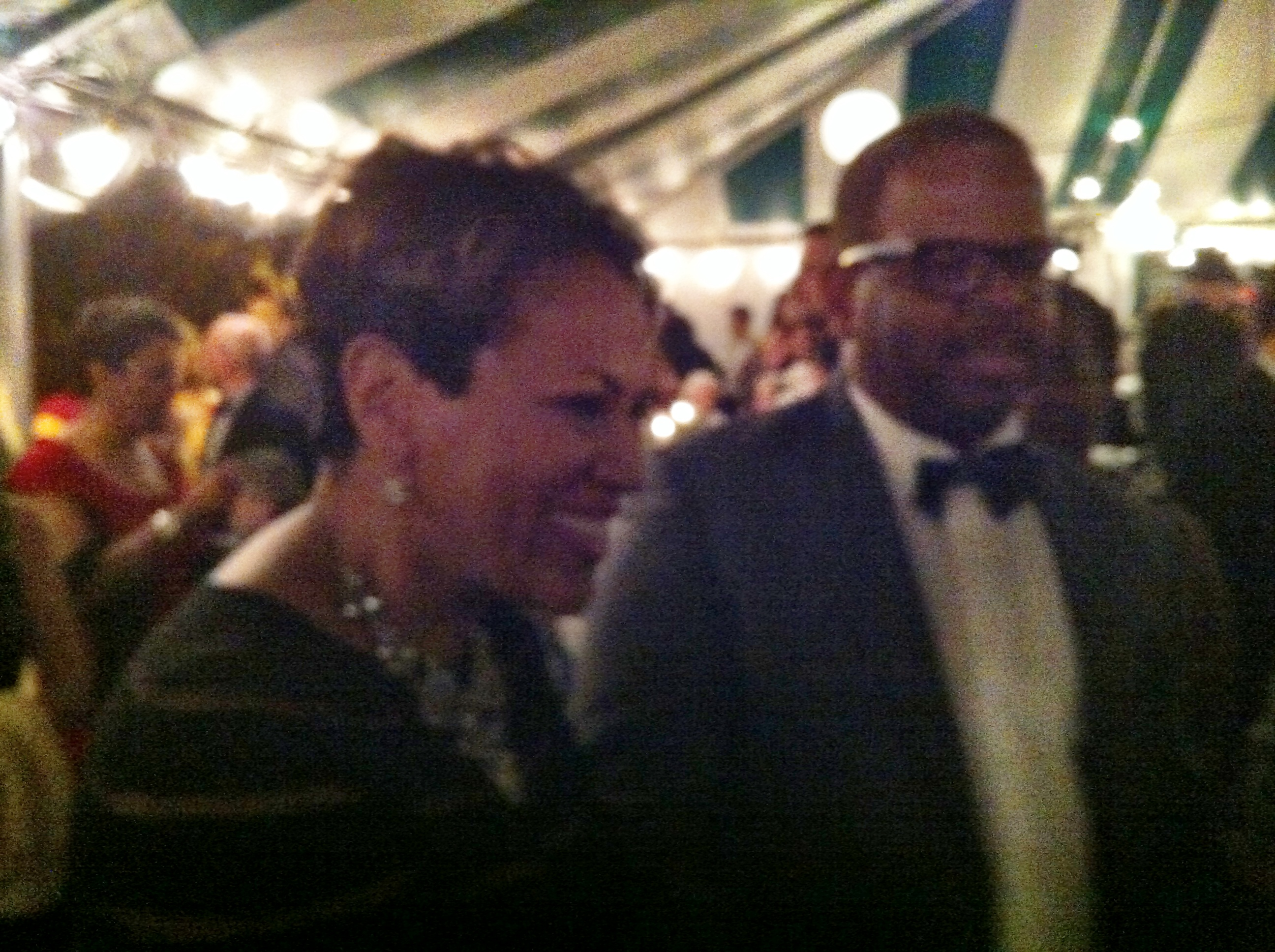
2013年、ロビン・バージェス（左）とテレンス・ブランチャード（右）

妻のロビン・バージェスは、『マルコムX』のサウンドトラック・アルバム（1992年）よりブランチャードの作品のアシスタント・プロデューサーを務め、1990年代後半にブランチャードと結婚し、更にブランチャードのビジネス・マネージャーも務めている。また、バージェスはブランチャード以外にもケニー・ギャレットの『追求 コルトレーンに捧ぐ』（1996年）、『ソングブック』（1997年）といったアルバムに共同プロデューサーとして関与し、2000年代にはロバート・グラスパーのマネージメントを担当していたこともある。

## ディスコグラフィ

### リーダー・アルバム
- 『ニューヨーク・セカンド・ライン』 - New York Second Line（1984年、コンコード） ※with ドナルド・ハリソン（英語版）
- 『ディスサーンメント〜聖者の行進〜』 - Discernment（1986年、コンコード） ※with ドナルド・ハリソン
- Nascence（1986年、コロムビア） ※with ドナルド・ハリソン
- 『クリスタル・ステア』 - Crystal Stair（1987年、コロムビア）※with ドナルド・ハリソン
- 『ブラック・パール』 - Black Pearl（1988年、コロムビア）※with ドナルド・ハリソン
- 『シング・ソウェト』 - Terence Blanchard（1991年、コロムビア）
- 『シンプリー・スティテッド』 - Simply Stated（1992年、コロムビア）
- 『マルコムXに捧ぐ』 - The Malcolm X Jazz Suite（1993年、コロムビア）
- 『ビリー・ホリデイに捧ぐ』 - In My Solitude: The Billie Holiday Songbook（1994年、コロムビア）
- 『ロマンティック・ディファイアンス』 - Romantic Defiance（1995年、コロムビア）
- 『ハート・スピーク〜プレイズ・イヴァン・リンス〜』 - The Heart Speaks（1996年、コロムビア）
- 『ジャズ・イン・フィルム』 - Jazz in Film（1999年）
- 『ワンダリング・ムーン』 - Wandering Moon（2000年、ソニー・クラシカル）
- 『レッツ・ゲット・ロスト〜ジミー・マクヒュー作品集』 - Let's Get Lost（2001年、ソニー・クラシカル）
- 『バウンス』 - Bounce（2003年、ブルーノート）
- 『フロー』 - Flow（2005年、ブルーノート）
- A Tale of God's Will (A Requiem for Katrina)（2007年、ブルーノート）
- 『チョイセズ』 - Choices（2009年、コンコード）
- 『マグネティック』 - Magnetic（2013年、ブルーノート）
- Breathless（2015年、ブルーノート）
- Live（2018年、ブルーノート）
- 『Absence』 （2021年、ブルーノート）

### オールスター・アルバム
- 『モンタレー・ジャズ・フェスティヴァル 50周年記念オールスターズ』 - Monterey Jazz Festival: 50th Anniversary All-Stars（2008年、Monterey Jazz Festival Records）

### 参加アルバム
アート・ブレイキー
- 『オー・バイ・ザ・ウェイ』 - Oh-By the Way（1982年、タイムレス）
- 『ニューヨーク・シーン』 - New York Scene（1984年、コンコード）
- 『ブルー・ナイト』 - Blue Night（1985年、タイムレス）
- 『ライヴ・アット・キンボールズ』 - Live at Kimball's（1985年、コンコード）
- 『ニュー・イヤーズ・イヴ・アット・スイート・ベイジル』 - New Year's Eve at Sweet Basil（1986年、Paddle Wheel）
- 『ハード・チャンピオン』 - Hard Champion（1987年、Paddle Wheel） - 1985年3月24日録音の3曲のみ参加[30]
- 『ドクター・ジキル』 - Dr. Jeckyle（1987年） - 録音は1985年12月30-31日[30]
- 『オーレックス・ジャズ・フェスティバル'83ライヴ』 - Aurex Jazz Festival '83（1988年、イーストワールド） - 録音は1983年9月2日[30]

その他
- アース・ウィンド・アンド・ファイアー : Now, Then & Forever（2013年、レガシー）
- シダー・ウォルトン : Roots（1997年、Astor Place）
- ジョージ川口 : George Kawaguchi Plays Herbie Hancock（1987年、Paddle Wheel）
- チック・コリア : ランデヴー・イン・ニューヨーク - Rendezvous in New York（2003年、ストレッチ）
- トゥーツ・シールマンス : East Coast West Coast（1994年、Private Music）
- J・J・ジョンソン : 『レッツ・ハング・アウト』 - Let's Hang Out（1993年、ヴァーヴ）
- トム・スコット : 『キャノン・リローデッド〜キャノンボール・アダレイ・オールスター・トリビュート』 - Cannon Re-Loaded - All-Star Celebration of Cannonball Adderley（2008年、コンコード）
- ドクター・ジョン : 『シティ・ザット・ケア・フォーガット』 - City That Care Forgot（2008年、429）
- ドクター・ジョン : 『スピリット・オブ・サッチモ』 - Ske-Dat-De-Dat: The Spirit of Satch（2014年、コンコード）
- ランディ・ニューマン : The Princess and the Frog（2009年）
- ラルフ・ピーターソン : V（1988年、サムシンエルス）
- テレサ・ブリュワー : Memories of Louis（1991年、レッド・バロン）
- ヴィクター・ベイリー : Bottom's Up（1989年、アトランティック）
- ジェフ・テイン・ワッツ : Watts（2009年、ダーク・キー）
- スティーヴィー・ワンダー : 『カンバセーション・ピース』 - Conversation Peace（1995年、モータウン）

## サウンドトラック
※はスパイク・リー監督作品。

### 劇場公開映画
- 『ジャングル・フィーバー』 - Jungle Fever（1991年）※
- 『マルコムX』 - Malcolm X（1992年）※
- 『シュガー・ヒル』 - Sugar Hill（1994年）
- 『クルックリン』 - Crooklyn（1994年）※
- 『ファンキー・サマー・ビーチ』 - The Inkwell（1994年）
- 『クロッカーズ』 - Clockers（1995年）※
- 『脅迫』 - Trial by Jury（1995年）
- 『ゲット・オン・ザ・バス』 - Get on the Bus（1996年）※
- 『プレイヤー/死の祈り』 - Eve's Bayou（1997年）
- 『あなたに逢えるその日まで…』 - 'Til There Was You（1997年）
- 『サマー・オブ・サム』 - Summer of Sam（1999年）※
- 『ワン・オン・ワン ファイナル・ゲーム』 - Love & Basketball（2000年）
- 『ネクスト friday』 - Next Friday（2000年）
- 『グリッター きらめきの向こうに』 - Glitter（2001年）
- 『ポワゾン』 - Original Sin（2001年）
- 『ケイブマン』 - The Caveman's Valentine（2001年）
- 『ニューヨーク 最後の日々』 - People I Know（2002年）
- 『25時』 - 25 Hour（2002年）※
- 『バーバーショップ』 - Barbershop（2002年）
- 『ダーク・スティール』 - Dark Blue（2002年）
- 『ニューヨーク 最後の日々』 - People I Know（2002年）
- 『セレブの種』 - She Hate Me（2004年）※
- 『インサイド・マン』 - Inside Man（2006年）※
- 『L.A.デンジャラス』 - Waist Deep（2006年）
- Talk to Me（2007年）
- 『セントアンナの奇跡』 - Miracle at St. Anna（2008年）※
- 『キャデラック・レコード 音楽でアメリカを変えた人々の物語』 - Cadillac Records（2008年）
- 『BUNRAKU』 - Bunraku（2010年）
- 『レッド・テイルズ』 - Red Tails（2012年）
- Black or White（2014年）
- Chi-Raq（2015年）※
- The Comedian（2016年）
- 『ブラック・クランズマン』 - BlacKkKlansman（2018年）※
- 『ハリエット』 - Harriet (2019年)
- 『ザ・ファイブ・ブラッズ』 - Da 5 Bloods (2020年) ※
- 『あの夜、マイアミで』 - One Night in Miami (2020年)
- 『花嫁のパパ』 - Father of the Bride　（2022年）
- 『ウーマン・キング 無敵の女戦士たち』 - The Woman King　（2022年）

### テレビ映画
- Assault at West Point: The Court-Martial of Johnson Whittaker（1994年）
- 4 Little Girls（1997年）※
- 『ジーア/悲劇のスーパーモデル』 - Gia（1998年）
- 『勇気への道』 - The Color of Courage（1998年）
- 『フリー・オブ・エデン』 - Free of Eden（1998年）
- The Tempest（1998年）
- 『デレイニー姉妹の100年』 - Having Our Say: The Delany Sisters' First 100 Years（1999年）
- 『パパがママでママがパパ!?』 - A Saintly Switch（1999年）
- Navigating the Heart（2000年）
- The Truth About Jane（2000年）
- A Girl Thing（2001年）
- 『キング・オブ・タップ』 - Bojangles（2001年）
- Sucker Free City（2004年）※
- 『彼らの目は神を見ていた』 - Their Eyes Were Watching God（2005年）
- Heartless（2005年）
- When the Levees Broke（2006年）※
- Gun Hill（2011年）
- Abducted: The Carlina White Story（2012年）
- Katrina: 10 Years After the Storm with Robin Roberts（2015年）